# 弗盧默河
53°19′18″N 7°20′26″E / 53.32169690°N 7.340455050°E
弗盧默河（德語：Flumm），是德國的河流，位於該國西北部，由下薩克森州負責管轄，屬於埃姆斯河的支流，河道全長26.6公里，河口處在埃姆登以東。